# Pośrednia Kapałkowa Czuba
Pośrednia Kapałkowa Czuba (słow. Prostredný Ľadový hrb) – turnia w Kapałkowej Grani w słowackiej części Tatr Wysokich o wysokości 2032 lub 2030 m. Jest to wyższa z dwóch najwybitniejszych turni w północno-zachodniej grani Małej Kapałkowej Turni. Od mniej wyróżniającej się Zadniej Kapałkowej Czuby na południowym wschodzie odgranicza ją Pośrednia Kapałkowa Przełączka, natomiast na zachodzie graniczy z nią Skrajna Kapałkowa Czuba, oddzielona Skrajną Kapałkową Przełączką. Szczyt ma trzy wierzchołki o charakterze skalnych zębów.
Południowe stoki Pośredniej Kapałkowej Czuby opadają do wybitnego Zadniego Kapałkowego Żlebu, uchodzącego na zachód do głównej gałęzi Doliny Jaworowej. Z kolei północne stoki opadają ku Dolinie Czarnej Jaworowej.
Na wierzchołek nie prowadzą żadne znakowane szlaki turystyczne. Wejście dla taterników najprostsze jest graniami od sąsiednich przełączek. Ku zachodowi i północy od wierzchołka odchodzą wybitne żebra.
Pierwsze wejścia turystyczne:
- letnie – Zygmunt Leykramm i Bohdan Małachowski, 10 sierpnia 1926 r.,
- zimowe – Zofia Wysocka, Stefan Bernadzikiewicz i Wawrzyniec Żuławski, 25 kwietnia 1935 r., przy przejściu granią.

Już dawniej na przełęcz wchodzili myśliwi z Jurgowa, a także kartografowie ok. 1897–1898.